# ブルックス・ブラウン
ブルックス・スティーブン・ブラウン（Brooks Steven Brown, 1985年6月20日 - ）は、アメリカ合衆国・ジョージア州ブロック郡ステーツボロ出身のプロ野球選手（投手）。右投左打。現在は、MLBのロサンゼルス・ドジャースに所属している。

## 経歴

### プロ入り前
2003年、MLBドラフト21巡目（全体637位）でアトランタ・ブレーブスから指名されたが、ジョージア大学へ進学した。

### ダイヤモンドバックス傘下時代
2006年、MLBドラフト1巡目（全体34位）でアリゾナ・ダイヤモンドバックスから指名され、6月29日に契約。A-級ヤキマ・ベアーズで13試合に登板し、0勝2敗、防御率3.42だった。
2007年はA+級ビサリア・オークスで14試合に登板し、6勝3敗、防御率2.81だった。6月にAA級モービル・ベイベアーズへ昇格。12試合に登板し、4勝4敗、防御率3.66だった。
2008年はAA級モービルで26試合に登板し、6勝15敗、防御率4.18だった。

### タイガース傘下時代
2009年4月2日にジェームズ・スケルトンとのトレードで、デトロイト・タイガースへ移籍した。移籍後はAA級エリー・シーウルブズで6試合に登板。5勝0敗、防御率2.21と好投し、5月にAAA級トレド・マッドヘンズへ昇格。AAA級では20試合に登板し、3勝13敗、防御率4.71だった。
2010年はAA級エリーで28試合に登板し、12勝9敗2セーブ、防御率4.15だった。
2011年はAA級エリーで17試合に登板し、3勝9敗、防御率5.67だった。
2012年はAAA級トレドで29試合に登板し、4勝4敗、防御率4.90だった。オフの11月12日にFAとなった。

### パイレーツ傘下時代
2012年11月12日にピッツバーグ・パイレーツとマイナー契約を結んだ。
2013年はAAA級インディアナポリス・インディアンスで37試合に登板し、6勝5敗、防御率4.75だった。オフの11月5日にFAとなった。

### ロッキーズ時代
2013年11月15日にコロラド・ロッキーズとマイナー契約を結んだ。
2014年はAAA級コロラドスプリングス・スカイソックスで開幕を迎え、31試合に登板。1勝0敗6セーブ、防御率4.35だった。7月6日にニック・マセットが故障で離脱したため、ロッキーズとメジャー契約を結んだ。同日のロサンゼルス・ドジャース戦でメジャーデビュー。5点ビハインドの5回表1死から2番手として登板。1.2回を1安打無失点2三振に抑えた。2度目の登板となった7月8日のサンディエゴ・パドレス戦では、1点リードの6回表2死から登板。ブルックス・コンラッドを三振に抑え、初ホールドを記録した。
2015年は、開幕時から25人枠に入ったが、右肩痛で5月4日から5月23日まで15日間の故障者リスト入りし、6月17日から15日間の故障者リスト入りした。7月23日にリハビリ登板のためAAA級アルバカーキ・アイソトープスに登録されたが登録期間内に復帰できず8月23日にそのままAAA級アルバカーキに降格した。9月2日に再昇格しレギュラーシーズンを終えた。

### ドジャース時代
2015年10月14日にウェイバー公示を経てロサンゼルス・ドジャースへ移籍した。12月4日に40人枠から外れる形でAAA級オクラホマシティ・ドジャースに降格した。

## 詳細情報

### 年度別投手成績
| 年 度    | 球 団    | 登 板 | 先 発 | 完 投 | 完 封 | 無 四 球 | 勝 利 | 敗 戦 | セ 丨 ブ | ホ 丨 ル ド | 勝 率 | 打 者 | 投 球 回 | 被 安 打 | 被 本 塁 打 | 与 四 球 | 敬 遠 | 与 死 球 | 奪 三 振 | 暴 投 | ボ 丨 ク | 失 点 | 自 責 点 | 防 御 率 | W H I P |
| -------- | -------- | ----- | ----- | ----- | ----- | -------- | ----- | ----- | -------- | ----------- | ----- | ----- | -------- | -------- | ----------- | -------- | ----- | -------- | -------- | ----- | -------- | ----- | -------- | -------- | ------- |
| 2014     | COL      | 28    | 0     | 0     | 0     | 0        | 0     | 1     | 0        | 5           | .000  | 104   | 26.0     | 20       | 3           | 5        | 1     | 1        | 21       | 1     | 0        | 9     | 8        | 2.77     | 0.96    |
| 2015     | COL      | 36    | 0     | 0     | 0     | 0        | 1     | 3     | 0        | 10          | .250  | 147   | 33.0     | 32       | 2           | 16       | 0     | 1        | 20       | 2     | 0        | 18    | 18       | 4.91     | 1.45    |
| MLB：2年 | MLB：2年 | 64    | 0     | 0     | 0     | 0        | 1     | 4     | 0        | 15          | .200  | 251   | 59.0     | 52       | 5           | 21       | 1     | 2        | 41       | 3     | 0        | 27    | 26       | 3.97     | 1.24    |

### 背番号
- 51 (2014年 - 2015年)